# Zdravotník

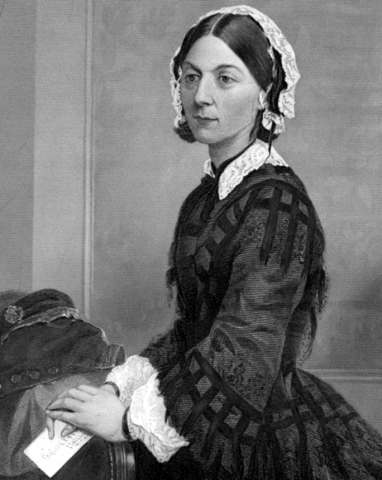
Florence Nightingalová (1820–1910), zakladatelka ošetřovatelství a první zdravotní školy pro dívky. Portrétní kresba na základě fotografie.

Zdravotník je člověk s úplným středním, vyšším nebo vysokoškolským vzděláním. Zdravotníkem mohou ale také být lidé, kteří mají různé kurzy, akreditované Ministerstvem školství mládeže a tělovýchovy. Tyto kurzy jsou pak uváděny např. pod názvy: ZZA – zdravotník zotavovacích akcí, který může jezdit s dětmi nebo jinými osobami na letní tábory, ozdravné pobyty, ale pozor, tato osoba není vystudovaná, má pouze absolvován kurz v rozsahu minimálně 40 hodin. Dále potom kurz ZNZZ – základní norma zdravotnických znalostí. Vystudovaní zdravotníci poté mohou pracovat na různých odděleních nemocnic, na záchranných službách, horských službách, či jiných ústavech nebo záchranných složkách.
Zdravotnické tituly jsou:
- DiS. – Diplomovaný specialista
- Bc. – Bakalář
- Mgr. – Magistr

Tyto tituly mohou v dnešní zdravotnické sféře mít např. všeobecné zdravotní sestry, zdravotničtí záchranáři, sestry bakalářky, porodní asistenti, terapeuti, fyzioterapeuti, či jiní zdravotničtí pracovníci jako např. radiologický asistent či zdravotnický laborant.
Jsou to lidé, kteří vědí, jak nejlépe pomoci druhým při zdravotních problémech a jiných urgentních stavech.